# Skaterhockey-Oberliga 1989
Die Saison 1989 ist die 4. Spielzeit der Skaterhockey-Oberliga (auch Westdeutsche Oberliga, WOL), in der ein Deutscher Meister ermittelt wird. Ausrichter ist die Fachsparte Skaterhockey (FSH) im Deutschen Rollsport-Bund. Der Titelverteidiger Düsseldorf Rams wurde erneut Deutscher Meister vor dem Stadtrivalen Bullskater Düsseldorf.

## Teilnehmer
| Klub                  | Standort   | Vorjahr                     |
| --------------------- | ---------- | --------------------------- |
| SCC Deutzer Haie      | Köln       | 5.                          |
| HC Köln-West          | Köln       | 2.                          |
| Bullskater Düsseldorf | Düsseldorf | 3.                          |
| Düsseldorf Rams       | Düsseldorf | Deutscher Meister           |
| SHC Flingern          | Düsseldorf | 4.                          |
| Crash Eagles Kaarst   | Kaarst     | 7.                          |
| SHC Erftstadt         | Erftstadt  | 6.                          |
| 1. SHC Essen          | Essen      | 1. Verbandsliga Niederrhein |
| RSC Aachen            | Aachen     | 1. Verbandsliga Mittelrhein |

## Modus
Die Oberliga geht mit neun Mannschaften an den Start. Jede Mannschaft trifft in Hin- und Rückspiel sowie in einem Spiel auf neutralem Platz auf jede andere Mannschaft. Für einen Sieg gibt es zwei Punkte, für ein Unentschieden einen Punkt. Bei Punktgleichheit zum Ende der Hauptrunde entscheidet der direkte Vergleich über die Rangfolge. Die Mannschaft, die die Saison auf dem ersten Platz beendet, ist Deutscher Meister. Die Mannschaften auf den Rängen acht und neun steigen ab.

## Tabelle
|    | Mannschaft            | Sp | Tore    | +/-  | P     |
| -- | --------------------- | -- | ------- | ---- | ----- |
| 1. | Düsseldorf Rams       | 24 | 205:057 | +148 | 44:04 |
| 2. | Bullskater Düsseldorf | 24 | 169:084 | +085 | 39:09 |
| 3. | HC Köln-West          | 24 | 177:074 | +103 | 35:13 |
| 4. | SCC Deutzer Haie      | 24 | 138:128 | +010 | 29:19 |
| 5. | Crash Eagles Kaarst   | 24 | 127:132 | −05  | 25:23 |
| 6. | RSC Aachen            | 24 | 109:154 | −045 | 20:28 |
| 7. | 1. SHC Essen          | 24 | 095:162 | −067 | 09:39 |
| 8. | SHC Erftstadt         | 24 | 086:180 | −094 | 09:39 |
| 9. | SHC Flingern          | 24 | 056:191 | −135 | 06:42 |

## Aufsteiger
Aus der Rheinlandliga steigen der Kölner SC Vingst als Erster und der Kölner SC Hawks als Dritter auf. Der Zweitplatzierte Crash Eagles Kaarst II war nicht aufstiegsberechtigt.

## Rückzug
Nach der Saison zog sich der SCC Deutzer Haie zurück. Der Verein wurde aufgelöst.

## Pokalsieger
Im Endspiel um den Deutschen Inline-Skaterhockey-Pokal 1989 gewannen die Düsseldorf Rams am 5. November 1989 gegen den HC Köln-West in Köln-Bocklemünd mit 7:5.